# Пуреза (муниципалитет)
Пуреза (порт. Pureza)  —  муниципалитет в Бразилии, входит в штат Риу-Гранди-ду-Норти. Составная часть мезорегиона Восток штата Риу-Гранди-ду-Норти. Входит в экономико-статистический микрорегион Литорал-Нордести. Население составляет 7079 человек на 2006 год. Занимает площадь 504,317 км². Плотность населения — 14,0 чел./км².

## Статистика
- Валовой внутренний продукт на 2003 год составляет 19 340 243,00 реалов (данные: Бразильский институт географии и статистики).
- Валовой внутренний продукт на душу населения на 2003 год составляет 2752,67 реалов (данные: Бразильский институт географии и статистики).
- Индекс развития человеческого потенциала на 2000 год составляет 0,577 (данные: Программа развития ООН).

## География
Климат местности: сухой жаркий.